# Håvard Holmefjord Lorentzen
Håvard Holmefjord Lorentzen, né le 2 octobre 1992 à Bergen, est un patineur de vitesse norvégien.

## Biographie
En 2017, il est vice-champion du monde de sprint. Aux Jeux olympiques d'hiver de 2018, il remporte le titre sur le 500 mètres en battant le record olympique en 34 secondes 41.

## Palmarès

### Jeux olympiques d'hiver
| Épreuve / Édition   | 500 mètres                     | 1 000 mètres                        | 1 500 mètres | 3 000 mètres | 5 000 mètres | Mass start | Poursuite par équipes |
| JO 2014 Sotchi      | 32e                            | 11e                                 | 16e          | —            | —            | —          | 5e                    |
| JO 2018 Pyeongchang | Médaille d'or, Jeux olympiques | Médaille d'argent, Jeux olympiques  | —            | —            | —            | —          | —                     |
| JO 2022 Pékin       | 15e                            | Médaille de bronze, Jeux olympiques | —            | —            | —            | —          | —                     |

Légende :
- : première place, médaille d'or
- : deuxième place, médaille d'argent
- : troisième place, médaille de bronze
- : pas d'épreuve
- — : Non disputée par le patineur
- DSQ : disqualifiée